# The Blessed Madonna
Marea Stamper (n. 1977), conocida artísticamente como The Blessed Madonna, es una DJ, productora y música estadounidense. Mixmag la nombró DJ del año en 2016. Fundó su propio sello discográfico llamado We Still Believe.

## Carrera musical
Nacida como Marea Stamper, de joven sufrió bullying por su apariencia y abandonó la escuela secundaria. Comenzó su carrera a finales de los años 1990, vendiendo mixtapes de DJ clandestinos en raves.
En 2018, Black Madonna se interpretó a sí misma como DJ residente para el videojuego Grand Theft Auto Online, como parte del DLC After Hours.
El antiguo nombre artístico de The Black Madonna ('la Virgen Negra') hacía referencia a las pinturas de la Virgen Negra de la Virgen María, un tributo al santo católico favorito de su familia. En respuesta a una petición de Change.org que planteaba preocupaciones sobre la insensibilidad racial, Stamper cambió su nombre artístico a The Blessed Madonna ('la Santa Virgen') el 20 de julio de 2020. Stamper dijo sentir «controversia, confusión, dolor y frustración» por su nombre anterior y declaró que «a las personas que compartían esa devoción les encantaba el nombre, pero en retrospectiva debería haber escuchado con más atención a otras perspectivas».
El 27 de julio de 2020, la cantante británica Dua Lipa anunció el lanzamiento de un remix de Stamper de su canción Levitating, con las artistas estadounidenses Madonna y Missy Elliott para servir como el quinto sencillo de su álbum de 2020, Future Nostalgia. El remix fue lanzado el 14 de agosto de 2020. El 4 de agosto, Dua Lipa anunció Club Future Nostalgia, que fue mezclado por Stamper, y presenta de nuevo a Madonna y Missy Elliott, junto con Mark Ronson y Gwen Stefani entre otros.

## Discografía
- Club Future Nostalgia (2020; con Dua Lipa)
- NYE 2021 (2020)[14]

### Sencillos
- Levitating (The Blessed Madonna Remix), con Dua Lipa, Madonna y Missy Elliott; 2020[15]
- Marea (We've Lost Dancing), con Fred Again; 2021[16]

### Remixesseleccionados
- 2015: Nick Höppner, Relate
- 2016: Robyn, Indestructible
- 2016: Tiga, Blondes Have More Fun
- 2018: Silk City y Dua Lipa, Electricity
- 2019: Robyn, Between The Lines
- 2019: Georgia, About Work the Dancefloor
- 2020: Celeste, Stop This Flame
  - The Blessed Madonna, Bless Friday